# Furnas (Azoren)
Furnas ist eine portugiesische Freguesia (etwa: Gemeinde) im Kreis (Município) Povoação auf der Azoren-Insel São Miguel.

## Lage und Bevölkerung

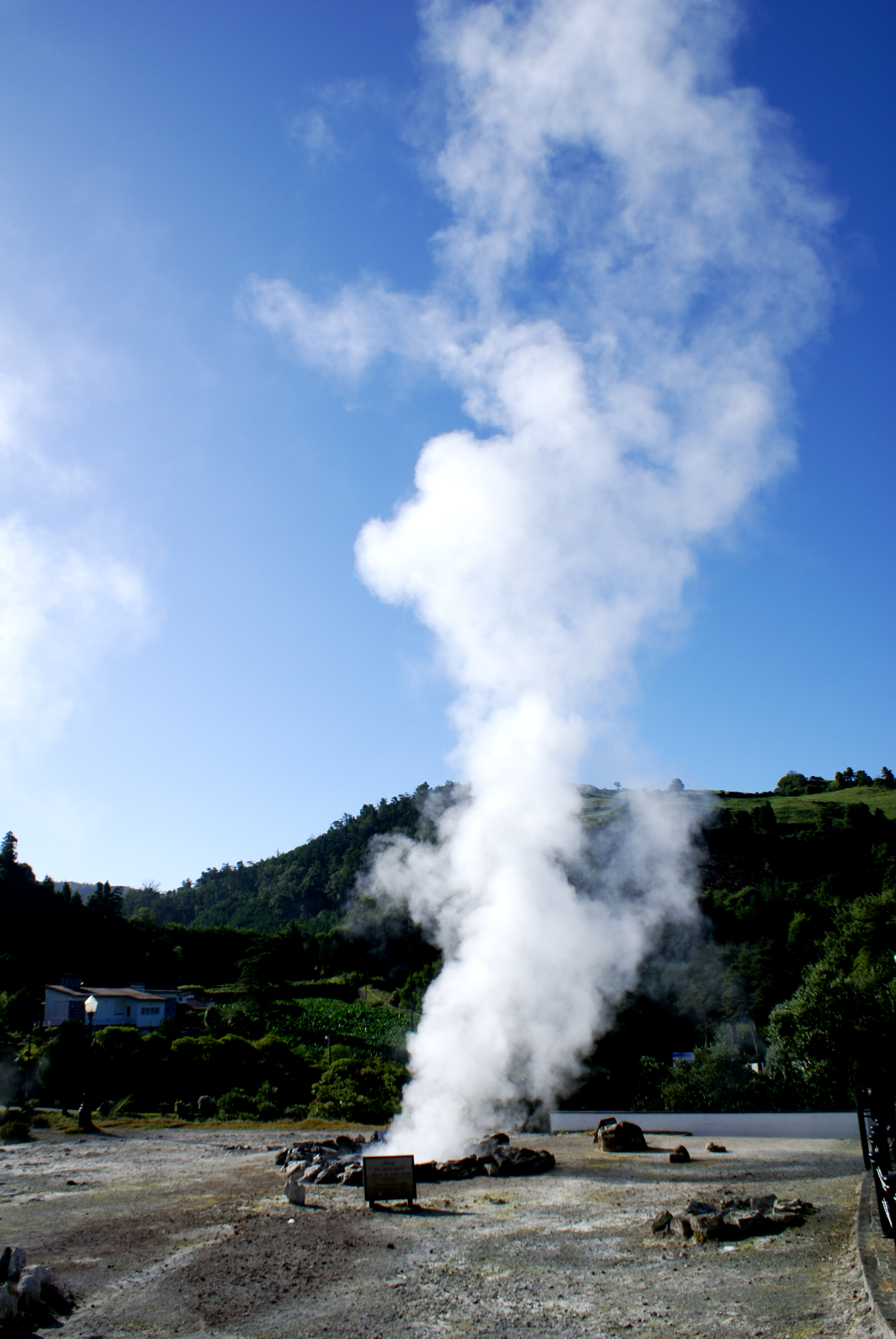
Caldeira im Tal Vale das Furnas

Furnas besitzt eine Fläche von 34,4 km² und hat eine Bevölkerung von 1399 Einwohnern (Stand 19. April 2021). Die Bevölkerungsdichte beträgt 40,63 Einwohner/km². Der Ort liegt zu Beginn des östlichen Drittels von São Miguel in einer ausgedehnten Caldera, die von allen Seiten mit bis zu 760 m hohen, bewaldeten Kraterwänden umgeben ist.

## Geographie
Furnas liegt rund 270 m ü. d. M. in dem Tal Vale das Furnas, das vulkanischen Ursprungs ist, etwa 6 km an Länge und 5 km an Breite misst und eher einer Mulde als einem Tal ähnelt. Das Tal hat ein eigenes Mikroklima, dessen Luftfeuchtigkeit und mittlere Temperatur über den Durchschnittswerten der Insel São Miguel liegen, so dass die Vegetation verschiedene Arten wie Zedern und Araukarien umfasst, die sonst in dieser geographischen Breite nicht gedeihen könnten. Im Tal entspringen insgesamt 23 warme bis heiße Mineralquellen und Caldeiras genannte Fumarolen mit bis zu 98 Grad Wassertemperatur. Die Vulkanaktivitäten zeigen sich hauptsächlich in den sogenannten Caldeiras. Dabei handelt es sich um dampfende Stellen kochenden Wassers. Sie sind die, von weitem sichtbare, Hauptattraktion von Furnas. Ihr nicht vor Ort trinkbares schwefelhaltiges Wasser wird nicht nur zum Essenkochen benutzt, sondern dient zum Beispiel auch zur Teezubereitung.
Der 176 ha große See Lagoa das Furnas ist wegen der zahlreichen Fumarolen und Solfataren an seinem Rand bekannt.

## Wirtschaft
Die Haupteinnahmequellen sind Landwirtschaft und Tourismus. Der Botanische Garten Terra Nostra mit seinem Thermalbecken liegt hinter dem gleichnamigen Hotel und gilt als wichtige Touristenattraktion. Weitere Thermalbecken sind im Ort verteilt und werden privat betrieben.

## Geschichte
Eine der ersten Nachrichten aus Furnas spricht von Holzfällerarbeiten nach der Zerstörung vieler Häuser bei dem Erdbeben vom 22. Oktober 1522 und Erdrutschen in Vila Franca do Campo. Kapitän Rui Gonçalves ließ auch viele Bäume zum Wiederaufbau der Pfarrkirche fällen. 1553 erließ Kapitän D. Manuel da Câmara eine Vorschrift zur Wiederaufforstung, nachdem das Gebiet fast entwaldet war; sein Sohn Rui Gonçalves entwickelte die Gegend weiter und ließ die Wege verbreitern, was nach dem Jahr 1577 Weidewirtschaft erlaubte.
Während der Herrschaft von Don Manuel da Camara, dem Gouverneur der Insel São Miguel, wurde 1613 eine Kapelle zu Ehren Unserer Lieben Frau vom Trost erbaut und eine kleine Residenz für den Pfarrer, der für den Gottesdienst zuständig war und für das tägliche Entzünden einer Lampe in der Sakristei. 1615 gab es erste Häuser, und ein kleines Kloster wurde in der Nähe der Kapelle errichtet. 1630 kam es zum bisher letzten Vulkanausbruch im Krater von Furnas mit 195 Todesopfern. Danach war die Gegend menschenleer, bis neue Siedler zurück ins Tal kamen (meist aus Ponta Garça, Povoação, Vila Franca do Campo und Maia), als das Land wieder fruchtbar wurde. Neue Straßen wurden 1682/1683 im Auftrag von Baron Larangeiras gebaut.
Im Jahre 1832 kaufte ein unbekannter englischer Siedler ein großes Grundstück, um am Kratersee Lagoa das Furnas ein Haus zu bauen, verkaufte es aber bald an den Generalkonsul in Ponta Delgada, genannt Viñas, im Jahre 1855. Herr Viñas baute ein Sommerhaus mit Garten, das er zu Ehren familiärer Bindungen seiner Frau Grenå nannte.

## Traditionen
Zu den typischen gastronomischen Angeboten in Furnas gehört das Cozido à portuguesa, hauptsächlich bestehend aus Gemüse, Fleisch, Würstchen und Reis oder Kartoffeln. Die traditionelle Methode der Zubereitung besteht darin, den Topf in ein Erdloch zu stellen und das Gericht von vulkanischer Hitze garen zu lassen. Eine weitere Spezialität des Tales ist Bolo Lêvedo, eine Art Brot aus Milch, Eiern, Zucker und Weizenmehl.

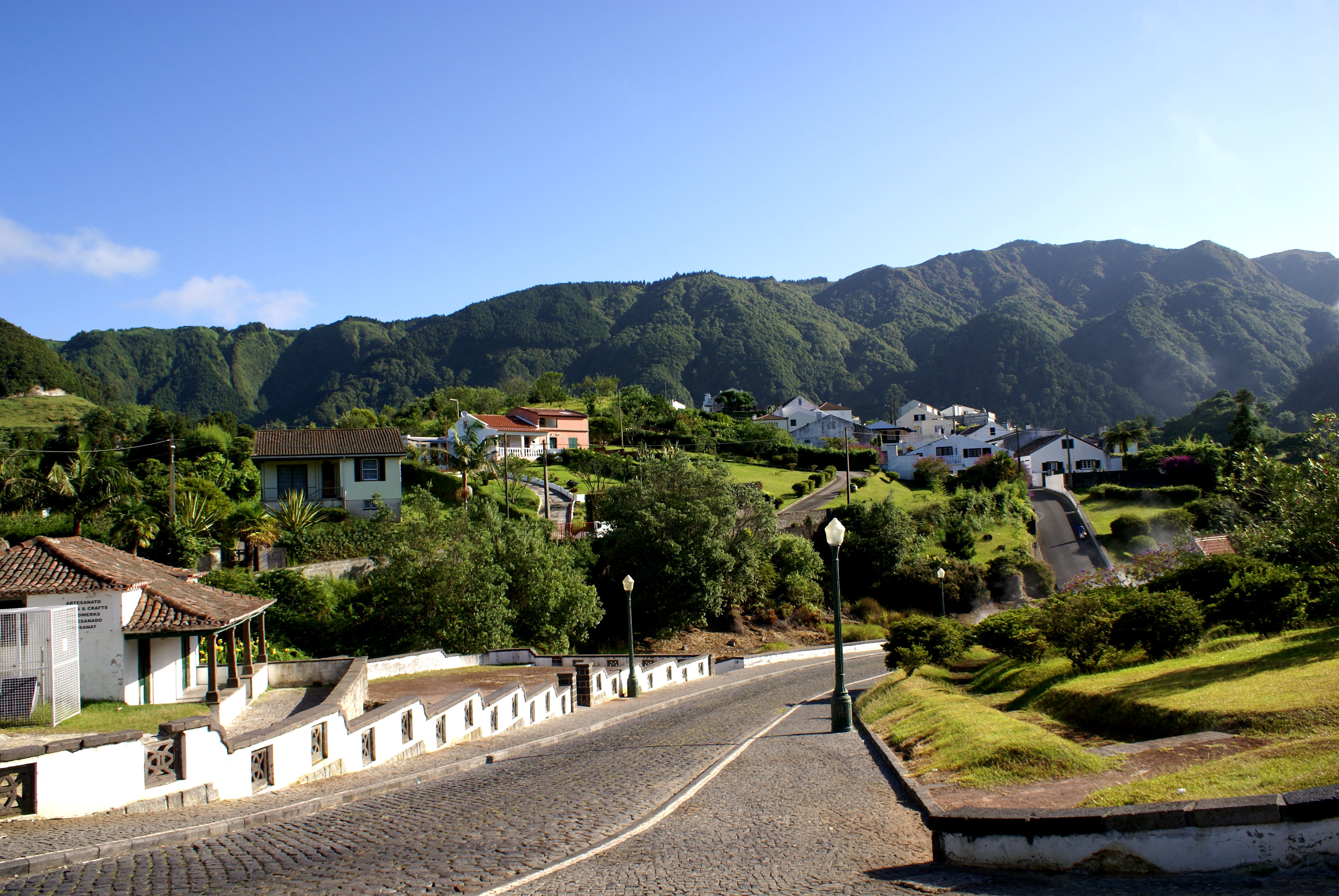
Ortsansicht
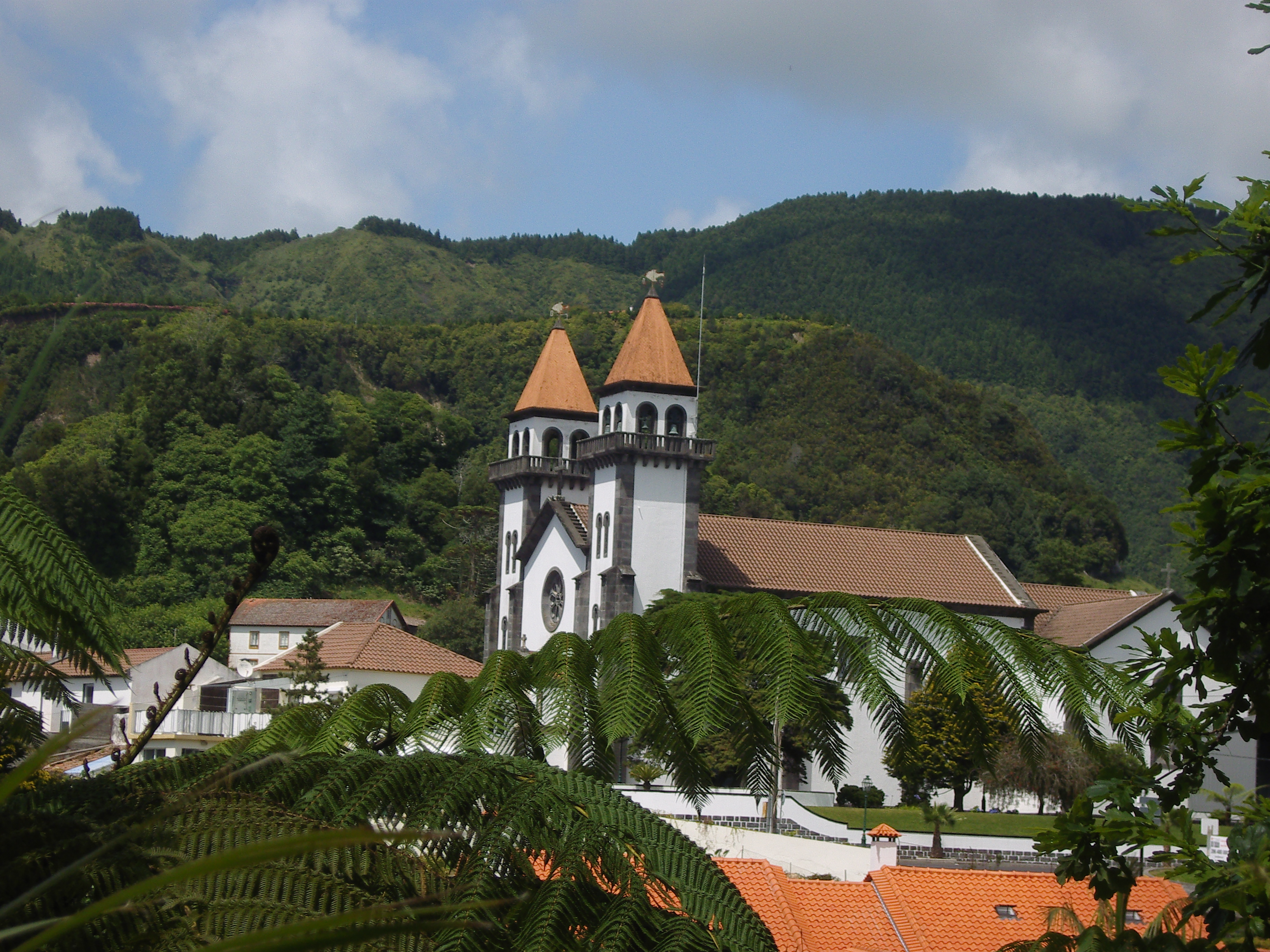
Kirche in Furnas
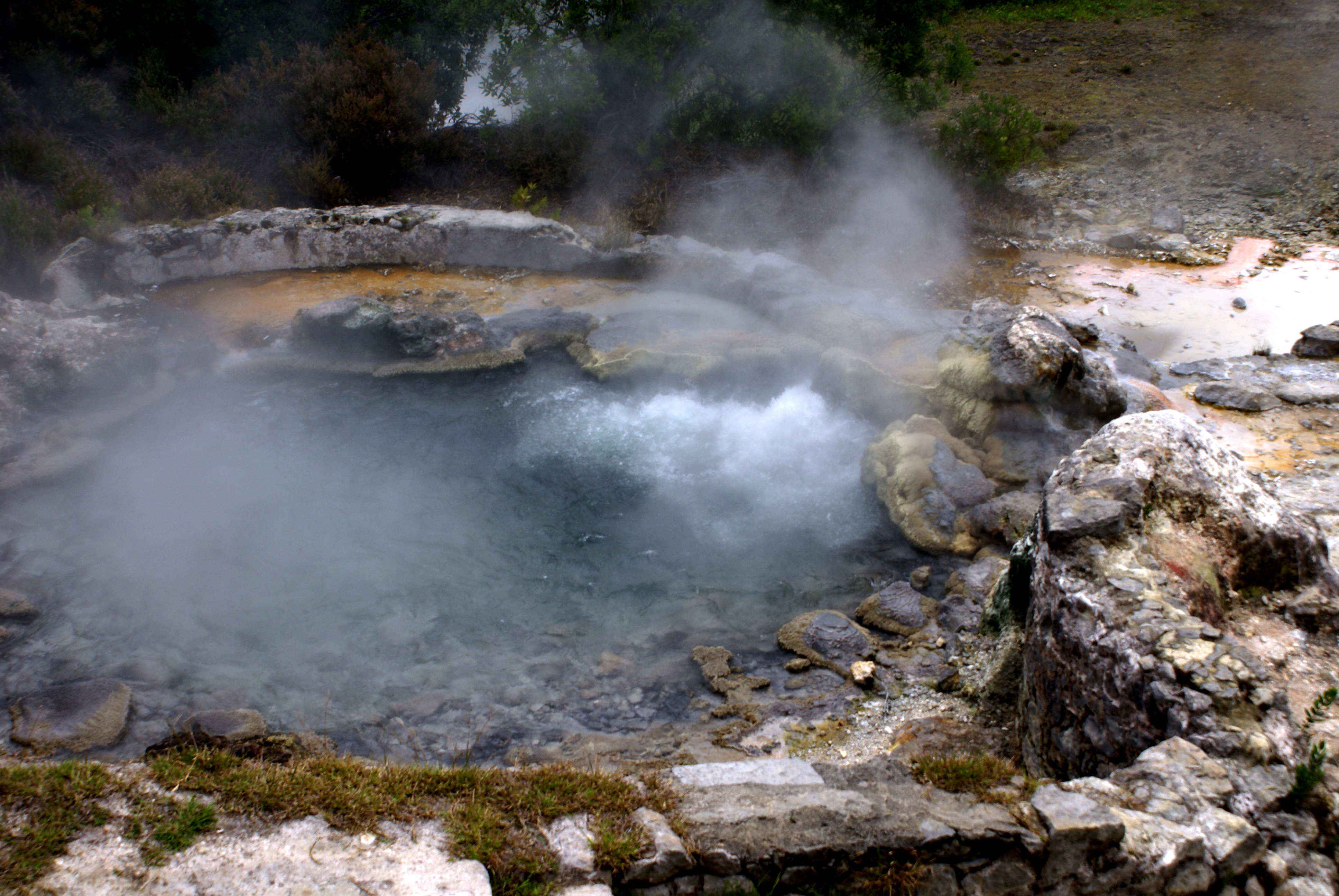
Caldeira
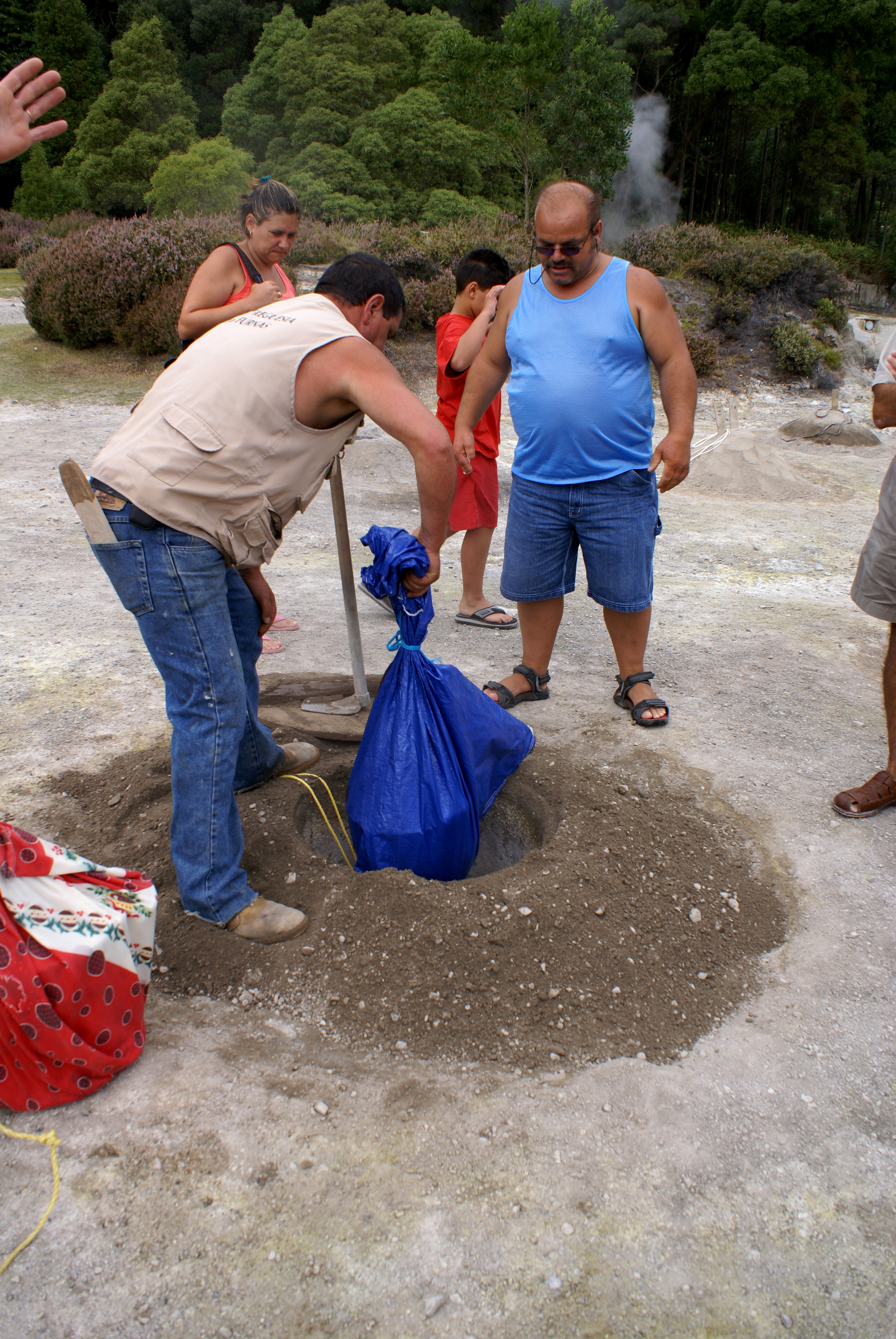
Topfeinstellen in den „Herd“
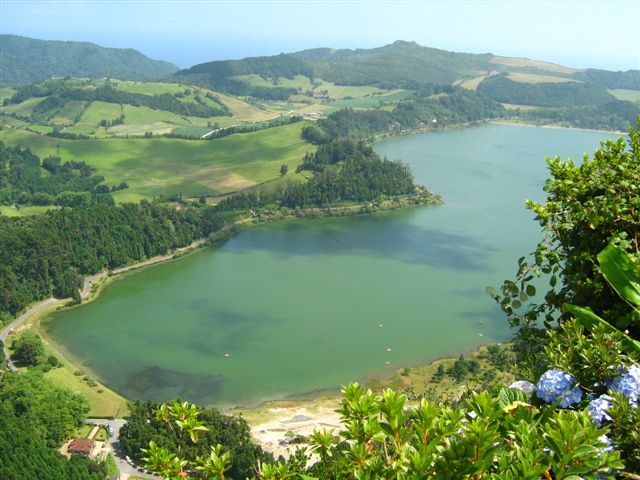
Furnas-See
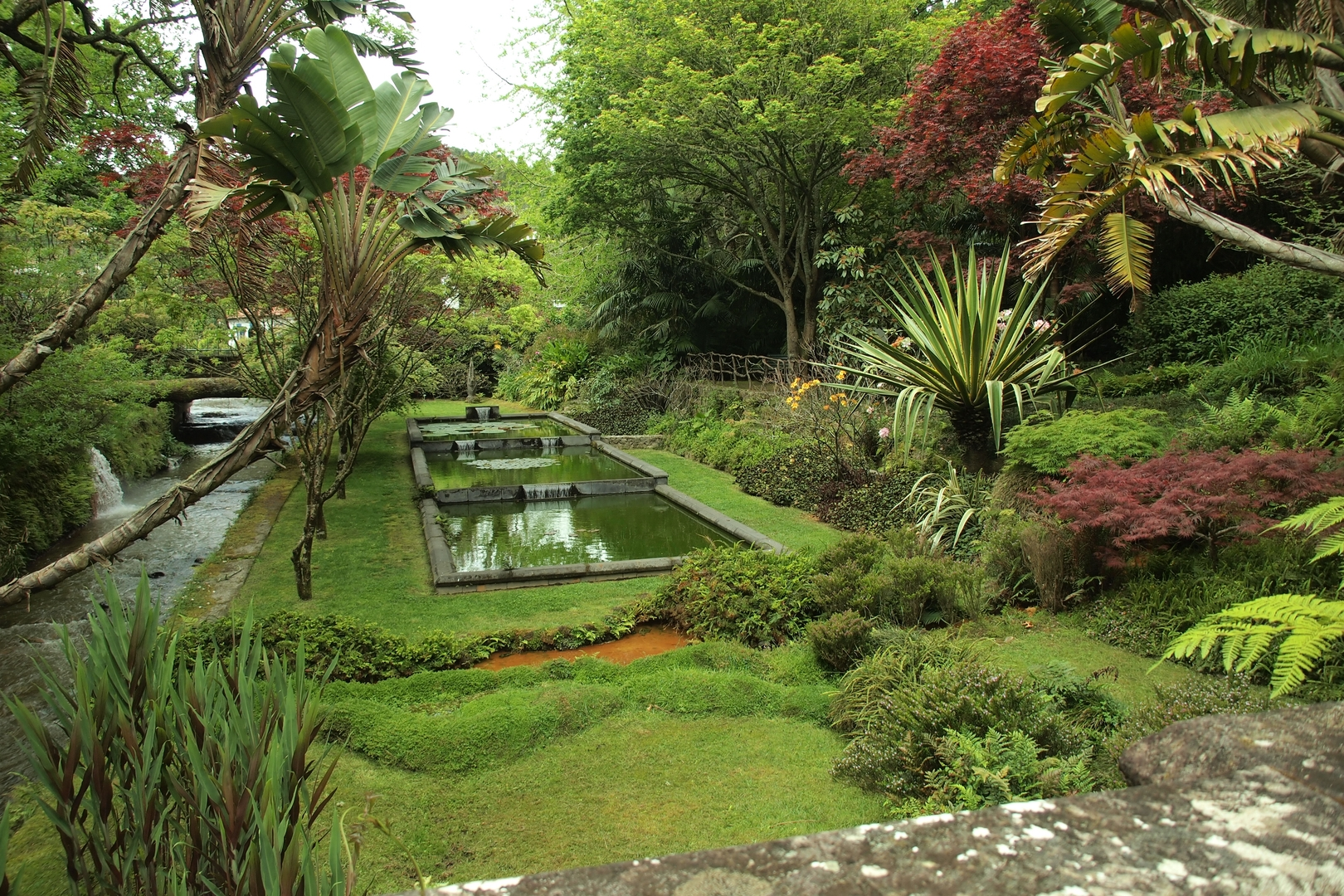
Terra-Nostra-Park
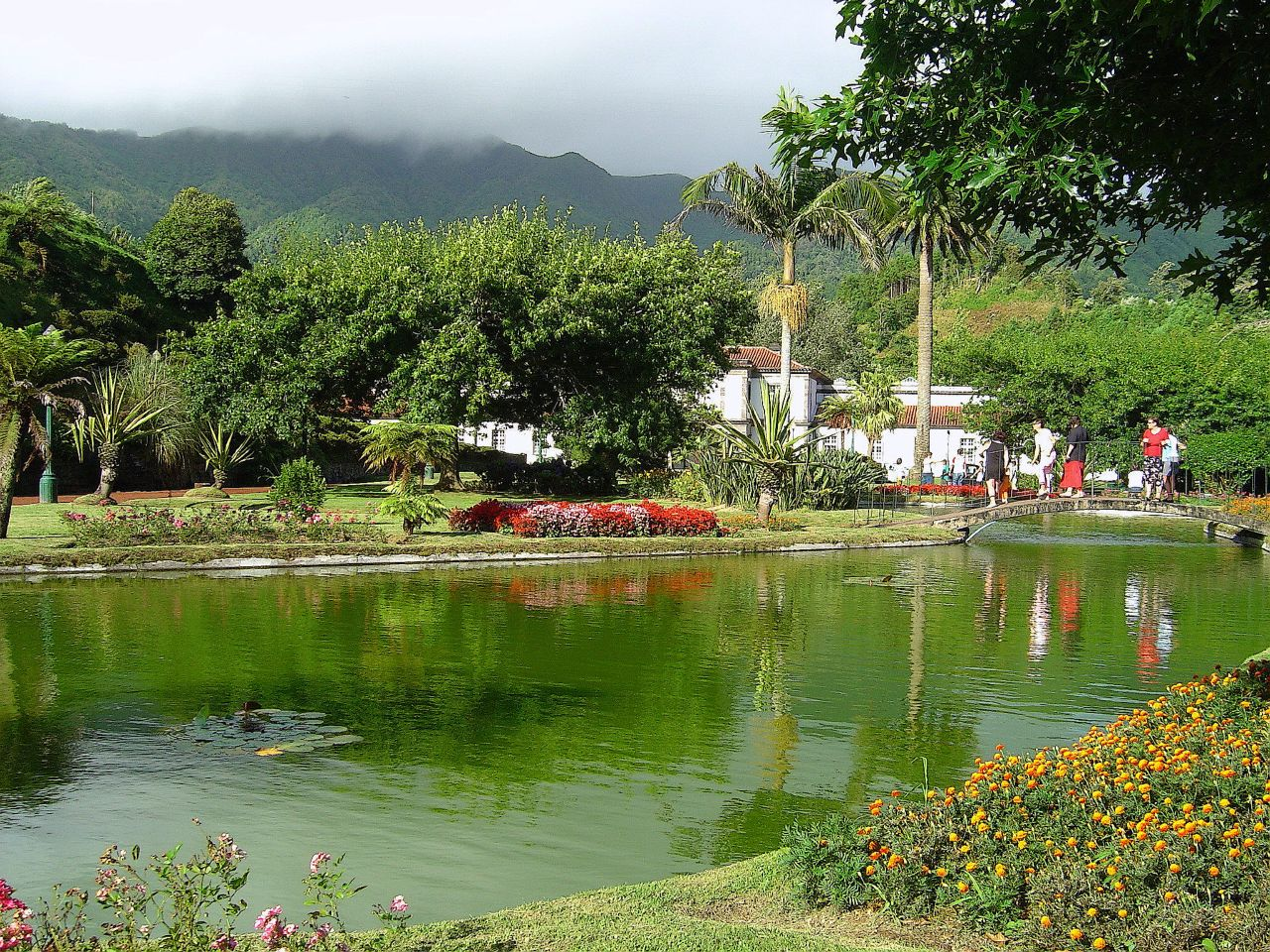
Terra-Nostra-Park

## Persönlichkeiten
- Benjamim Rodrigues (1897–1981), Musiker